# Roy Crane
Royston Campbell Crane, que assinava seu trabalho como Roy Crane (22 de novembro de 1901, Abilene, Texas - 7 de julho de 1977, Orlando, Flórida) foi um cartunista estado-unidense, criador de tiras de aventuras  clássicas como Capitão César (Capitain Easy), Tubinho (Wash Tubbs) e Buz Sawyer (Jim Gordon). Ele foi um pioneiro das tiras de aventura, estabelecendo as convenções e a abordagem artística desse gênero. O historiador de quadrinhos R. C. Harvey escreveu: "Muitos dos que desenharam as primeiras tiras de aventura foram inspirados e influenciados pelo seu trabalho."

## Biografia
Nascido em Abilene, Texas , Crane cresceu na vizinha Sweetwater. Aos 14 anos, fez o curso por correspondência de desenho de Charles N. Landon. Iniciou os estudos universitários na Hardin-Simmons University em Abilene e depois foi para a Universidade do Texas, onde foi membro da fraternidade Phi Kappa Psi. Aos 19 anos, estudou por seis meses na Academy of Fine Arts em Chicago. Seu histórico profissional inicial foi variado, incluindo montar tendas para um Chautauqua, trabalhar como marinheiro e até viajar clandestinamente em trens. 

## Carreira
Em 1922, começou sua carreira como cartunista de jornais no New York World, onde foi assistente de H. T. Webster. Crane também foi influenciado pelo trabalho da cartunista Ethel Hays, especialmente no desenho de mulheres.

### Wash Tubbs e Captain Easy

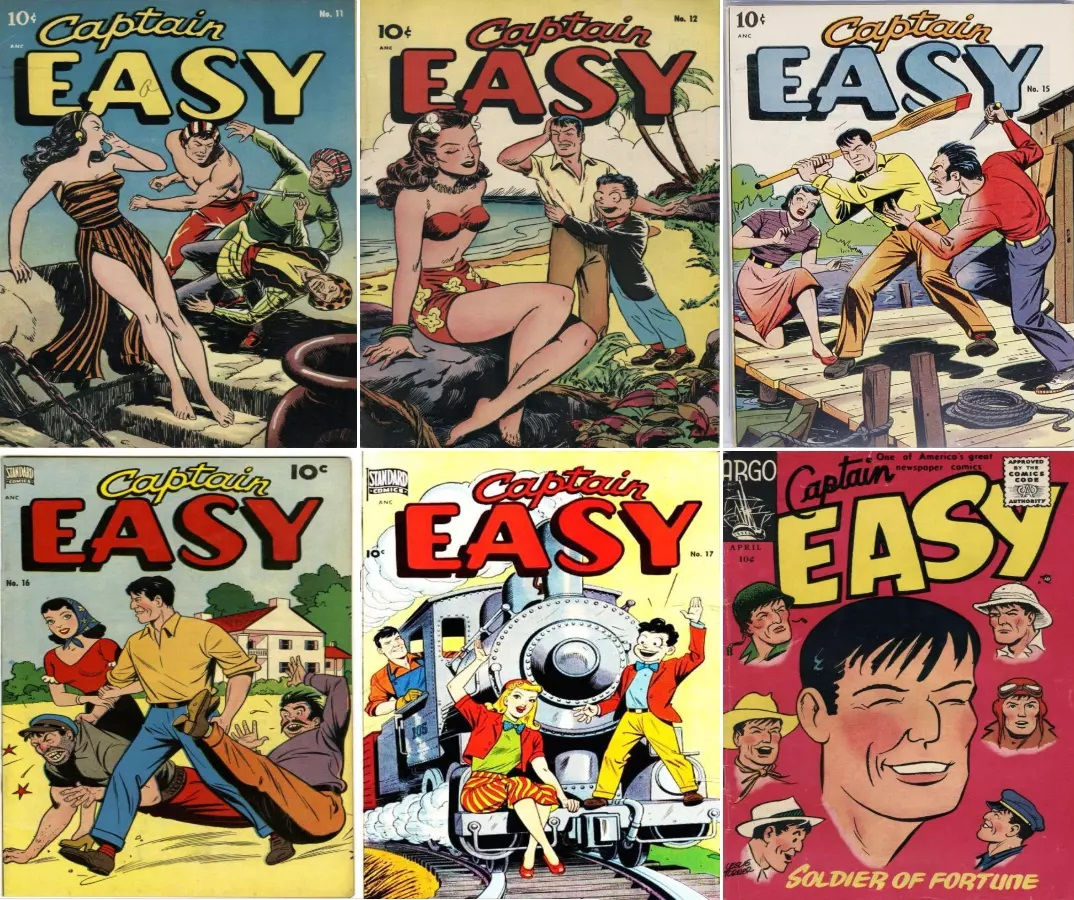
Revistas em quadrinhos de Captain Easy

Em 1924, Crane procurou Charles N. Landon, editor da Newspaper Enterprise Association. Landon e Crane discutiram uma tira chamada Washington Tubbs II, sobre um sujeito atrapalhado e de baixa estatura que trabalhava em uma mercearia. Com o título encurtado para Wash Tubbs, a tira estreou em 14 de abril de 1924. Após quatro meses, Crane se cansou do formato de piada diária e enviou seu herói em miniatura em busca de um tesouro enterrado em uma ilha do Pacífico Sul. A tira então evoluiu para uma narrativa de aventura empolgante, com Crane introduzindo inovações em narrativa, efeitos sonoros e layouts, conforme observado pelo historiador da cultura pop Tim DeForest:
"Embora fosse em grande parte humorística, a história continha um elemento notável de perigo... Crane estava se fortalecendo como artista, o que somava à sua já sólida arte de figuras. Ele tinha um olhar atento aos detalhes, prestando muita atenção ao fundo e ao layout geral de cada quadro. Foi um inovador no uso de letras, utilizando tipos em negrito e pontos de exclamação para intensificar as emoções já expressas pelo design dos personagens... Foi Crane quem pioneirou o uso de efeitos sonoros onomatopeicos nos quadrinhos, adicionando 'bam', 'pow' e 'wham' ao que antes era um vocabulário quase inteiramente visual. Crane se divertia com isso, jogando de vez em quando um 'ker-splash' ou 'lickety-wop' junto com os efeitos que se tornariam padrão. Palavras, assim como imagens, tornaram-se veículos para impulsionar suas histórias cada vez mais ágeis." Após a aventura inicial de Wash, a tira voltou por um tempo ao humor. Mas Wash havia adquirido o gosto por viagens e aventuras.
 Com a introdução, em 1929, do carismático soldado da fortuna Captain Easy, Crane intensificou o espírito de aventura e mais tarde criou uma prancha dominical focada no personagem. A Flying Buttress Classics Library da NBM Publishing republicou toda a fase de Crane em Wash Tubbs e Captain Easy em uma série de 18 volumes. As introduções de Bill Blackbeard nesses livros contêm material biográfico e crítico.

### Buz Sawyer
A Segunda Guerra Mundial tornou os cenários cômicos das aventuras de Tubbs obsoletos, e a tira ganhou um novo tom. Em 1943, uma proposta da King Features Syndicate de Hearst convenceu Crane a mudar de empresa e criar uma tira mais realista, Buz Sawyer. Ele deixou Wash Tubbs nas mãos de seu assistente, Leslie Turner, um amigo de infância que havia compartilhado com ele a vida de andarilho.
Crane, um excelente desenhista apesar de seu estilo aparentemente cartunesco, introduziu técnicas de sombreamento mais ilustrativas nas páginas de quadrinhos diários. Evoluiu dos desenhos com hachuras para lápis de cera em papel texturizado, depois para pontos Ben-Day e finalmente para o Craftint Doubletone Paper. Esse papel, ao ser tratado com soluções químicas, revelava uma ou duas camadas de sombreamento diagonal. Sob o pincel de Crane, a técnica gerava cenas de atmosfera dramática, como paisagens de selva desaparecendo na névoa. Assim como em Wash Tubbs, Crane viajou para vários locais para pesquisar tramas e visuais.

Segundo Crane:
"Ao usar benday, no começo eu pensava em termos de preto, cinza e branco. Anos de resultados indiferentes e frustração se seguiram. Gradualmente, o preto se tornou menos importante. Hoje, o branco não é apenas algo para destacar o preto... ao contrário, o preto é algo para destacar o branco."
Com o tempo, Crane foi deixando progressivamente o trabalho de desenho para seus assistentes, e faleceu em Orlando, Flórida, em 1977.
Atualmente, Buz Sawyer foi digitalmente ressuscitado como uma das tiras clássicas no serviço de assinatura DailyINK do King Features.
Segundo o historiador de quadrinhos Jeet Heer, Crane teve uma relação com o Departamento de Estado e o Departamento da Marinha dos EUA e usou a tira Buz Sawyer com fins de propaganda para apoiar os objetivos da política externa americana durante a Segunda Guerra Mundial, a Guerra Fria e até a Guerra do Vietnã.

### Prêmios
Crane recebeu o Billy DeBeck Memorial Award da National Cartoonists Society (posteriormente renomeado como Reuben Award) de Cartunista do Ano em 1950, e o prêmio de Story Comic Strip Award da mesma entidade em 1965, ambos por Buz Sawyer. Em 1961, ele recebeu o Silver Lady da New York Banshee Society. Em 1969, foi nomeado Distinto Aluno da Universidade do Texas em Austin.

Em 1965, ele estabeleceu o Roy Crane Award in the Arts na Universidade do Texas para incentivar a excelência e criatividade nas artes entre estudantes de graduação e pós-graduação. Em 1980, esse prêmio foi concedido a Berkeley Breathed.